# Pseudosphex eumenides
Pseudosphex eumenides là một loài bướm đêm thuộc phân họ Arctiinae, họ Erebidae.